# Xiao Jiaruixuan
Xiao Jiaruixuan (n. 4 iunie 2002, Shenyang, Republica Populară Chineză) este o trăgătoare de tir ce a reprezentat Republica Populară Chineză, medaliată olimpică. A participat la o ediție a Jocurilor Olimpice (2020) în care a câștigat o medalie de bronz.

## Participări
Lista de mai jos prezintă principalele competiții la care a participat Xiao Jiaruixuan de-a lungul carierei.
- Tir la Jocurile Olimpice de vară din 2020 - pistol 25m (feminin)[2]